# Xorret de Catí
Xorret de Catí, è un valico posto a 1097 m s.l.m., che mette in comunicazione le località di Castalla e Petrer, nella Provincia di Alicante, nella Comunità Valenciana, nel sud della Spagna. Il valico è transitabile sia con autoveicoli, sia a piedi, da entrambe le direzioni.

## Percorso
Il valico si presenta in modo diverso in base al versante da cui lo si affronta: da Castalla è relativamente corto (4 Km), con una pendenza media del 10,9% e punte massime del 22%; da Petrer il kilometraggio è maggiore (13,4), con pendenza media inferiore (solo del 4,7%) e punte massime inferiori (18%). La strada Carretera Petrer-Castalla è classificata come CV-817.

## Ciclismo
L'ascensione alla vetta è molto spesso associata al ciclismo, in special modo nelle frazioni della Vuelta a España. Questo valico è stato per sette volte arrivo di tappa e in tutte le occasioni è stato affrontato dal versante di Castalla.
Tappe della Vuelta con arrivo a Xorret de Catí
| Anno | Tappa | Partenza | km    | Vincitore di tappa   | Maglia oro/rossa   |
| ---- | ----- | -------- | ----- | -------------------- | ------------------ |
| 1998 | 6ª    | Murcia   | 201,5 | José María Jiménez   | José María Jiménez |
| 2000 | 5ª    | Albacete | 152,3 | Eladio Jiménez       | Alex Zülle         |
| 2004 | 10ª   | Alcoy    | 174,2 | Eladio Jiménez       | Floyd Landis       |
| 2009 | 9ª    | Alcoy    | 186   | Gustavo César Veloso | Alejandro Valverde |
| 2010 | 8ª    | Villena  | 190   | David Moncoutié      | Igor Antón         |
| 2017 | 8ª    | Hellín   | 199,5 | Julian Alaphilippe   | Chris Froome       |
| 2023 | 8ª    | Dénia    | 165   | Primož Roglič        | Sepp Kuss          |